# Edvin Muratovic
Edvin Muratovic (in serbo Едвин Муратовић?, Edvin Muratović; Lussemburgo, 15 febbraio 1997) è un calciatore lussemburghese con cittadinanza montenegrina, attaccante dell'Odra Opole e della nazionale lussemburghese.

## Carriera

### Club
Cresciuto nel settore giovanile del Virton, ha esordito in prima squadra il 10 dicembre 2016 disputando l'incontro di 1ste Nationale perso 2-1 contro il Deinze.

### Nazionale
Pur possedendo la doppia cittadinanza (quella lussemburghese e quella montenegrina), opta per la selezione lussemburghese, con la quale debutta il 7 ottobre 2020 nell'amichevole Lussemburgo-Liechtenstein (1-2).